# 马尼亚戈 (米兰广域市)
马尼亚戈（義大利語：Magnago），是意大利米兰广域市的一个市镇。总面积11平方公里，人口8946人，人口密度813.3人/平方公里（2009年）。国家统计（ISTAT）代码为015131。